# Beleg van Steenbergen (1622)
Het Beleg van Steenbergen was de strijd om de inname van de stad Steenbergen in de zomer van 1622, als onderdeel van de Tachtigjarige Oorlog.

## Aanloop
Op 18 juli 1622 vernam men in Steenbergen dat Bergen op Zoom belegerd werd. Volgens geruchten was Luis de Velasco op weg naar Steenbergen, om vandaar door te trekken naar Holland. Er brak paniek uit in het stadje. Gouverneur Borwater had nauwelijks soldaten en slechts beschikking over roestige kanonnen. Hij schreef prins Maurits een brief waarin hij verzocht om extra geschut. Maurits liet vijf stukken naar Steenbergen brengen. Bij aankomst van die kanonnen waren de Steenbergse vrouwen in opstand gekomen. Ze duldden geen kanonnen in het stadje en smeten de bezorger van deze kanonnen in de haven. Het schijnt dat de vrouwen hun zin kregen, de kanonnen kwamen er niet in.

## Belegering
Velasco en zijn troepen hadden het makkelijk. De Steenbergenaren konden hun stad niet verdedigen. Evengoed volgde er een berenning en werd er geschoten. Er werden zestig schoten gelost om een bres te schieten op de stadsmuur. De volgende dag werd een trompetter gezonden om overgave te eisen. Bij weigering zouden de Spaanse troepen het hele stadje verwoesten. Er restte Steenbergen niets anders dan overgave.

## Nasleep
Een paar maanden later zou Steenbergen weer door Staatse troepen worden ingenomen onder leiding van prins Maurits.

## Bron
- Steenbergse Courant, Steenbergen: speelbal in de Tachtigjarige Oorlog op:fvaneekelen.nl

1577: Filips van Hohenlohe-Neuenstein · 
1583: Slag bij Steenbergen · 
1590: Maurits van Oranje · 
1622: Velasco · 
1747: Löwendahl · 
1944: Bevrijding van Steenbergen en Welberg